# 500 př. n. l.

## Události
- Povstání iónských obcí na západním pobřeží Malé Asie. Počátek řecko-perských válek.

## Narození
- Periklés, řecký athénský demokratický státník a politik († 429 př. n. l.).

## Hlava státu
- Perská říše – Dareios I. (522–486 př. n. l.)
- Egypt – Dareios I. (522–486 př. n. l.)
- Sparta – Kleomenés I. (520–490 př. n. l.)
- Kartágo – Hamilkar I. (510–480 př. n. l.)